# Rafid Ahmed Alwan al-Janabi
Rafid Ahmed Alwan al-Janabi (Arabe: رافد أحمد علوان الجنابي) désigné par le nom de code Curveball par la CIA, né en 1968 en Irak, est un citoyen irakien qui a fui son pays en 1999, en prétendant avoir travaillé comme ingénieur chimiste dans une usine qui fabriquait des laboratoires mobiles permettant de préparer des armes biologiques, et ce dans le cadre d'un programme irakien de développement d'armes de destruction massive,.  En 2004, il fut démontré que ces affirmations qui avaient contribué à justifier la guerre en Irak étaient fausses,. L'affaire Curveball, en plus d'avoir précipité l'opération militaire en Irak comme le souhaitaient les néo-conservateurs américains, forme probablement l'une des plus graves intoxications en matière d'espionnage. 